# Soupe de salade
 (novembre 2021).
Une soupe de salade est une soupe à base de salade (batavia, laitue cultivée, scarole  mâche ...) de pommes de terre, d'oignons ou bien d'échalotes.